# Centemopsis
Centemopsis is een geslacht uit de amarantenfamilie (Amaranthaceae). De soorten uit het geslacht komen voor in tropisch Afrika en zuidelijk Afrika.

## Soorten
- Centemopsis biflora (Schinz) Schinz
- Centemopsis conferta (Schinz) Suess.
- Centemopsis fastigiata (Suess.) C.C.Towns.
- Centemopsis filiformis (E.A.Bruce) C.C.Towns.
- Centemopsis glomerata (Lopr.) Schinz
- Centemopsis gracilenta (Hiern) Schinz
- Centemopsis graminea (Suess. & Overk.) C.C.Towns.
- Centemopsis kirkii (Hook.f.) Schinz
- Centemopsis longipedunculata (Peter) C.C.Towns.
- Centemopsis micrantha Chiov.
- Centemopsis polygonoides (Lopr.) Suess.
- Centemopsis sordida C.C.Towns.
- Centemopsis trinervis Hauman

... · 
Achyranthes · 
Aerva ·
Alternanthera ·
Amaranthus (Amarant) · 
Atriplex (Melde) · 
Axyris · 
Bassia (Zoutkruid) · 
Beta (Biet) · 
Blitum (Spiesganzenvoet) · 
Celosia · 
Chenopodium (Ganzenvoet) · 
Corispermum (Vlieszaad) · 
Dysphania · 
Halimione (Zoutmelde) · 
Halocnemum · 
Halothamnus · 
Haloxylon · 
Kochia · 
Krascheninnikovia · 
Polycnemum (Knarkruid) · 
Patellifolia · 
Ptilotus · 
Pupalia ·
Salicornia (Zeekraal) · 
Salsola (Loogkruid) · 
Spinacia · 
Suaeda · 
Traganum · 
...